# Sordello da Goito

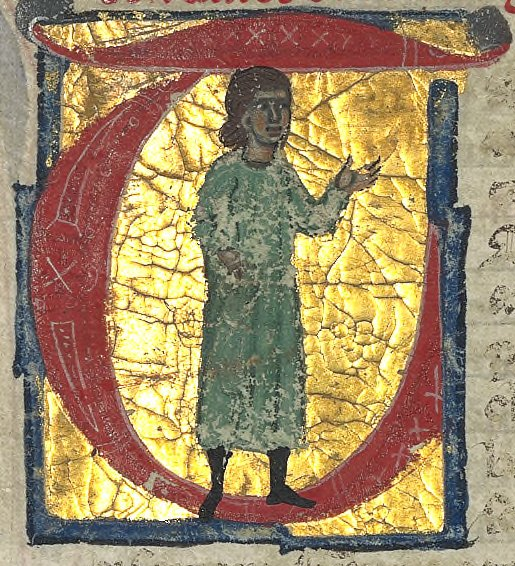
Sordello da Goito

Sordello da Goito lub Simon da Goito (zm. ok. 1270) – włoski trubadur i satyryk. Z twórczości Sordella zachowały się 42 wiersze i poemat dydaktyczny l'Ensenhamen d'onor, który liczy 1325 wersów. Poeta jest autorem między innymi wiersza Sirventés lombardesco. Wiersze Sordella charakteryzują się wyrafinowaną budową wersyfikacyjną, typową dla kunsztownej liryki trubadurów prowansalskich. Poeta posługiwał się zwłaszcza skomplikowanymi strofami ośmiowersowymi i dziesięciowersowymi.

## Sordello da Goito w literaturze
Sordello da Goito został wspomniany przez Dantego w Boskiej komedii. Poeta spotyka go w szóstej pieśni Czyśćca. Trubadur stał się też bohaterem poematu Roberta Browninga Sordello, wydanego w 1840 roku. Oscar Wilde przywołuje jego imię w sonecie o łacińskim tytule Amor intelectualis. Również zafascynowany włoską kulturą Ezra Pound wspomina go w cyklu Pieśni.